# Winfred Mutile Yavi
Winfred Mutile Yavi (arabisch وينفريد موتيل يافي; * 31. Dezember 1999 im Makueni District, Kenia) ist eine bahrainische Hindernisläuferin kenianischer Herkunft, die seit 2016 für Bahrain startberechtigt ist. 2023 wurde sie Weltmeisterin über 3000 Meter Hindernis und siegte 2024 in Paris bei den Olympischen Spielen.

## Sportliche Laufbahn
Erste internationale Erfahrungen sammelte Winfred Mutile Yavi bei den Weltmeisterschaften 2017 in London, bei denen sie mit 9:22,67 min den achten Platz im Finale belegte. Im Jahr darauf gewann sie bei den U20-Weltmeisterschaften in Tampere in 9:23,47 min die Bronzemedaille. Ende August siegte sie bei den Asienspielen in Jakarta in 9:36,52 min vor der Inderin Sudha Singh. Kurz darauf wurde sie beim Continentalcup in Ostrava in 9:17,86 min Dritte. 2019 nahm sie an den Crosslauf-Weltmeisterschaften 2019 in Aarhus teil und konnte ihr Rennen dort nicht beenden. Bei den Arabischen Meisterschaften in Kairo siegte sie sowohl über 5000 Meter, als auch im Hindernislauf. Auch bei den anschließenden Asienmeisterschaften in Doha siegte sie in 15:28,87 min im 5000-Meter-Lauf sowie in 9:46,18 min über die Hindernisse. Zudem gewann sie in 4:16,18 min die Bronzemedaille im 1500-Meter-Lauf hinter der Inderin P. U. Chitra und ihrer Landsfrau Tigist Gashaw. Bei den Weltmeisterschaften in Doha gelangte sie bis in das Finale und belegte dort mit neuer Bestleistung von 9:05,68 min den vierten Platz. Anschließend siegte sie bei den Militärweltspielen in Wuhan in 9:19,24 min im Hindernislauf und gewann über 5000 Meter in 15:15,93 min die Silbermedaille hinter der Namibierin Helalia Johannes. 2021 wurde sie zum Auftakt in 9:02,64 min Dritte bei der Doha Diamond League und siegte kurz darauf in 9:17,55 min bei den Paavo Nurmi Games in Turku. Beim Herculis gelangte sie nach 9:05,45 min auf Rang drei und startete dann im August bei den Olympischen Spielen in Tokio, bei denen sie sich mit 9:19,74 min im Finale auf dem zehnten Platz klassierte.
2022 wurde sie beim Prefontaine Classic in 8:58,71 min Zweite über 3000 Meter Hindernis und anschließend siegte sie in 8:56,55 min beim Meeting de Paris. Daraufhin belegte sie bei den Weltmeisterschaften in Eugene in 9:01,31 min im Finale den vierten Platz. Im August siegte sie bei den Islamic Solidarity Games in Konya in 4:14,35 min über 1500 Meter sowie in 9:34,57 min auch im Hindernislauf. Beim Memorial Van Damme wurde sie in 9:08,03 min Dritte und musste sich bei Weltklasse Zürich mit 9:04,47 min nur der Äthiopierin Werkuha Getachew geschlagen geben. Im Jahr darauf siegte sie in 9:04,38 min bei der Doha Diamond League sowie in 9:04,58 min bei den Panarabischen Spielen. Im August siegte sie in 8:54,29 min bei den Weltmeisterschaften in Budapest. Kurz darauf siegte sie in 9:03,19 min bei Weltklasse Zürich sowie in 8:50,66 min beim Prefontaine Classic und sicherte sich damit den Gesamtsieg in der Diamond League. Im Oktober siegte sie in 4:11,65 min über 1500 Meter bei den Asienspielen in Hangzhou sowie in 9:18,28 min im Hindernislauf, womit sie einen neuen Spielerekord aufstellte. Im Oktober 2023 wurde sie als eine von elf Sportlerinnen für die Auszeichnung als Welt-Leichtathletin des Jahres 2023 nominiert. 2024 siegte sie in 9:03,68 min beim Meeting de Paris im Hindernislauf und anschließend siegte sie bei den Olympischen Spielen in Paris mit neuem olympischen Rekord von 8:52,76 min im Finale und wurde damit nach Ruth Jebet die zweite Olympiasiegerin aus Bahrain über diese Distanz. Anschließend verbesserte sie bei der Golden Gala den von Jebet gehaltenen Asienrekord auf 8:44,39 min und verpasste damit hauchdünn einen neuen Weltrekord. Zum Saisonabschluss wurde sie beim Memorial Van Damme in 9:02,87 min Zweite.

## Persönliche Bestleistungen
- 1500 Meter: 4:05,54 min, 7. Mai 2022 in Nairobi
- 3000 Meter: 9:10,5 min, 17. Juni 2016 in Embu
  - 3000 Meter (Halle): 8:39,64 min, 14. Februar 2020 in Val-de-Reuil (Asienrekord)
- 5000 Meter: 14:41,99 min, 19. Juni 2024 in Lüttich (bahrainischer Rekord)
- 2000 m Hindernis: 5:56,83 min, 1. September 2019 in Berlin (asiatische Bestleistung)
  - 2000 m Hindernis (Halle): 5:45,09 min, 9. Februar 2021 in Liévin (asiatische Bestleistung)
- 3000 m Hindernis: 8:44,39 min, 30. August 2024 in Rom (Asienrekord)